# Caramel (phim)
Caramel (tiếng Ả Rập: سكر بنات 'Sukkar banat'), là bộ phim đầu tay của đạo diễn kiêm Diễn viên người Liban Nadine Labaki vào năm 2007. Bộ phim lần đầu tiên ra mắt vào ngày 20 tháng 5 tại Liên hoan phim Cannes 2007.

## Cốt truyện
Bộ phim xoay quanh mối quan hệ chéo của 5 người phụ nữ Liban. Layale làm việc tại một thẩm mỹ viện ở Beirut cùng với 2 người phụ nữ khác. Nisrine (Yasmine Al Masri) và Rima (Joanna Moukarzel). Mỗi người có một rắc rối riêng: Layale bị kẹt với mối quan hệ bế tắc với một người đàn ông đã có vợ; Nisrine không còn trinh tiết lại rơi vào hoàn cảnh sắp lấy chồng, mà tình dục trước hôn nhân với người Ảrập là không chấp nhận được. Jamale (Gisèle Aouad) là người có ước mơ thành Diễn viên, khách hàng thường xuyên của viện thậm mỹ, chị sợ bị già. Rose (Sihame Haddad)chủ một tiệm may gần đó, đã ly dị và đang sống với người chị gái thần kinh không ổn định Lili (Aziza Semaan), giờ tìm được mối tình đầu. Bộ phim không hề đề cập tới khía cạnh nào của chính trị hay xung đột nào ở Liban. Bộ phim của Labaki chỉ là kể lại những rắc rối thường ngày của con người.

## Việc sản xuất
9 ngày sau khi việc ghi hình bộ phim hoàn tất, cuộc chiến tranh Israel nổ ra tại Liban vào tháng 7 năm 2006. Bộ phim được trình làng tại Liên hoan phim Cannes sau đó đúng một năm. Một tiệm quần áo ở khu Gemmayzeh, quận Beirut được chuyển thành viện thẩm mỹ, nơi dùng để quay phim. Phần phục trang được người chị gái của Nadine là Caroline Labaki đảm nhiệm. Khaled Mouzanar là người soạn nhạc cho phim. Không lâu sau khi phim được trình chiếu, Labaki đã cưới anh nhạc sĩ này. Kinh phí dành cho làm bộ phim này là 1.600.000 Đô la Mỹ

## Phê bình và phản hồi
Bộ phim nhận được đánh giá tốt từ giới phê bình. Nhận định trích từ Rotten Tomatoes là 91% nhận xét tích cực đối với bộ phim, dựa trên 67 nhận xét. Tính đến thời điểm 18 tháng 5 năm 2008, bộ phim đạt doanh thu trên 1 triệu đôla Mỹ tại Mỹ. Trên thế giới, doanh thu của nó đạt 13 triệu đô la Mỹ.